# シール (サーモン級潜水艦)
シール (USS Seal, SS-183) は、アメリカ海軍の潜水艦。サーモン級潜水艦の一隻。艦名はアザラシ科（True seal）の動物の総称およびアシカ科の古名であるシールに因んで命名された。アシカ科の多くは新語のSea lionに置き換わっており、例外的にオットセイがSealに残る。その名を持つ艦としては2隻目。

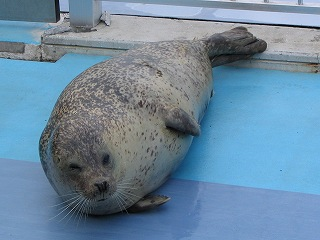
ゴマフアザラシ（Spotted seal）

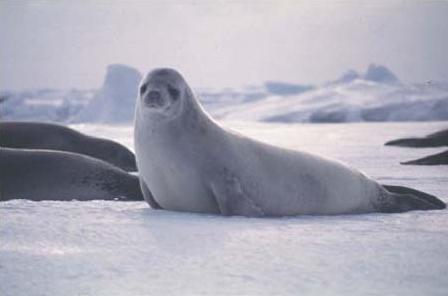
カニクイアザラシ（Crabeater seal）

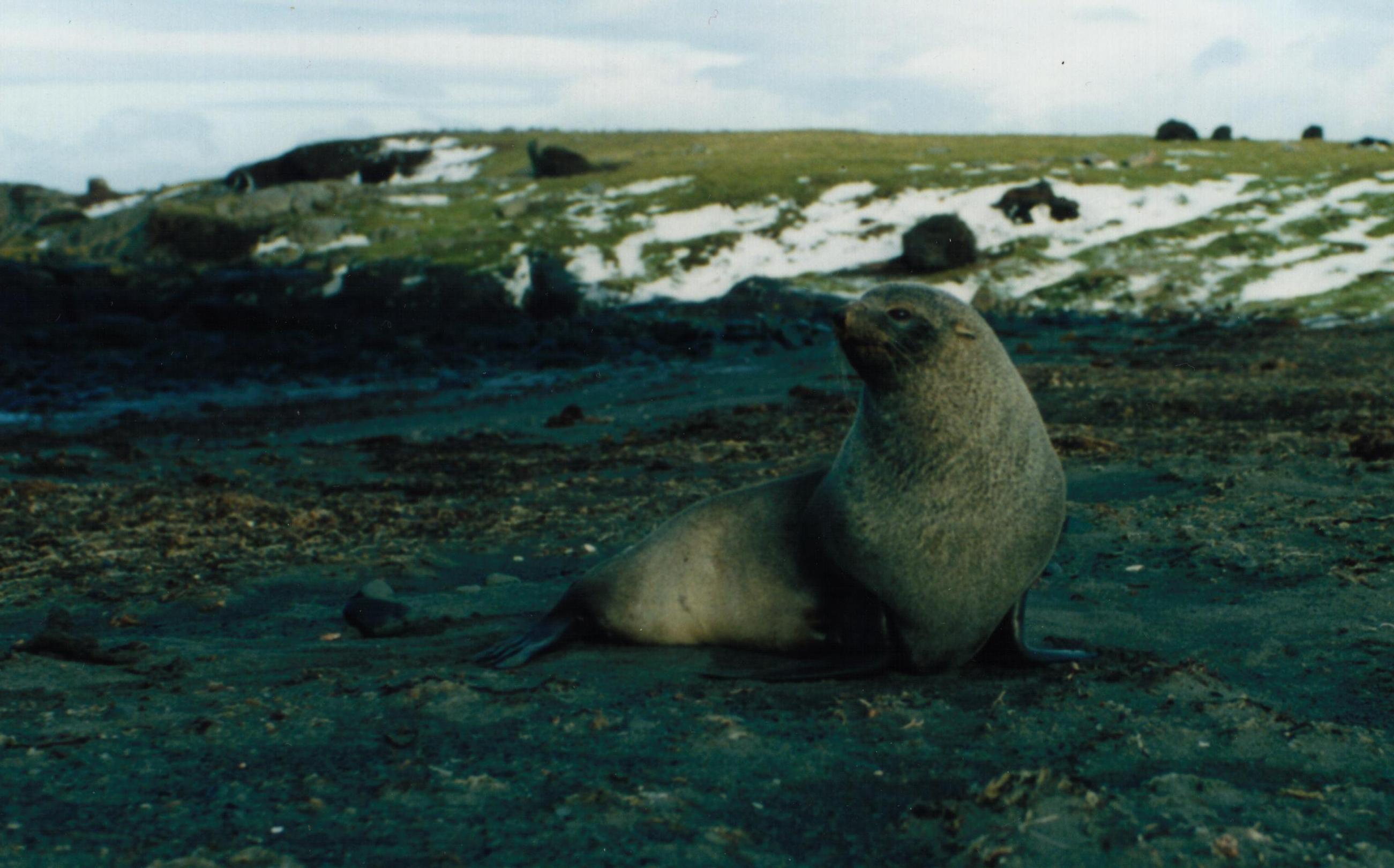
ナンキョクオットセイ（Antarctic fur seal）

## 艦歴
シールは1936年5月25日にコネチカット州グロトンのエレクトリック・ボート社で起工した。1937年4月25日にジョン・F・グリーンスレード夫人によって命名、進水し、1938年4月30日に艦長カール・G・ヘンゼル少佐の指揮下就役する。
カリブ海での拡張整調巡航および整調後の調整に続いて、シールは11月後半にニューイングランドを出航しパナマ運河地帯に移動、母港のココ・ソロでの作戦活動に向かった。12月3日に到着、1939年1月までパナマのバルボアおよびココ・ソロ沿岸での活動に従事し、その後ハイチに移動、定時訓練を行った後演習「第20次フリート・プロブレム」に参加した。演習は中央アメリカおよび南アメリカへのアプローチをコントロールする艦隊の能力を試験するため、2月後半に小アンティル諸島で行なわれた。
3月、シールはハイチ・キューバ海域に戻り第4駆逐艦隊と共に演習を行う。4月にはニューロンドンでオーバーホールを受け、主機の改良が行われた。6月にシールは再び南に向けて出航し、パナマ運河を通過してカリフォルニア州サンディエゴ、真珠湾へ向かった。ハワイで7月から9月にかけて水路部の深度調査に従事し、沿岸での様々な演習に参加した。9月に母港のサンディエゴに帰還する。
続く2年にわたってシールは演習に従事し、水上艦艇、海軍および陸軍の航空部隊の支援を担当、西海岸およびハワイ海域で活動した。1941年の秋に所属する第21潜水艦隊はアジア艦隊に転属となる。ケネス・C・ハード少佐（アナポリス1925年組）の指揮下で10月24日に真珠湾を出航、11月10日にマニラに到着した。

### 第1、第2の哨戒 1941年12月 - 1942年4月
真珠湾攻撃から1週間も経たない12月14日、シールは最初の哨戒でルソン島沿岸部に向かった。シールはビガンとアパリの上陸部隊の増援に向かう日本軍部隊を迎え撃つため北に急行。当初はボヘアドール岬灯台沖に向かい、その後12月20日にビガンの南方へ進路を変える。12月23日、シールは北緯17度35分 東経120度12分 / 北緯17.583度 東経120.200度の地点で陸軍船早隆丸（阿波国共同汽船、835トン）を撃沈した。早隆丸は1941年12月最後のアメリカ軍によって沈められた日本船であった。ビガン海域からシールはリンガエン湾入り口へ移動し、1942年1月に入って再び北へ移動、ルソン島北端を経てラモン湾入り口を哨戒する。1月9日にボヘアドール岬を回り、10日にはエンガーニョ岬（エンガノ岬）を通過、11日にモルッカ海峡南方へ進路を取った。1月20日にはセレベス島東岸部で敵交通線の破壊に従事。1月27日には、その3日前の24日に日本軍が上陸したケンダリ沖を哨戒した。シールはスラバヤのオランダ海軍基地に入るよう指示された。2月5日、シールは53日間の行動を終えてスラバヤに帰投した。
スラバヤにおける連日の空襲により、シールは毎日のように潜航を繰り返した。潜航と浮上を繰り返しているうちに、シールのエンジンは埃まみれになり、また潜望鏡のプリズムの調子がおかしくなった。しかし、修理しようにも空襲がその妨げとなった。2月11日、シールはジャワ島南岸部のチラチャップに移動のため出航。2月14日に到着し、潜水母艦ホーランド (USS Holland, AS-3) に横付けした。シールがチラチャップに入港したのと同じ日に日本軍はスマトラ島に、さらに2月19日にはバリ島にそれぞれ進撃。連合軍艦隊はバリ島方面の日本艦隊と交戦し、空軍は日本船団に反撃を試みた。
2月19日、シールは2回目の哨戒でジャワ海方面に向かった。ロンボク海峡を通過し、2月24日には2つの輸送船団を発見する。船団に対する攻撃で貨物船1隻を撃破したと判断された。翌25日、シールは南緯06度42分 東経117度20分 / 南緯6.700度 東経117.333度の地点で音源を探知。間もなく艦隊を発見し攻撃を試みたものの、頻繁に針路を変えられて失敗した。2月28日、スラバヤ沖海戦を戦った後の日本艦隊に対し長い追跡を行う。名取型軽巡洋艦と2隻の駆逐艦を発見し、夜に入ってから一度見失うも、日付が3月1日に変わってから再び発見し、「名取型」に対して4本、駆逐艦に対して2本の魚雷を発射したが命中せず、失望させるだけだった。シールは3月14日以降はマカッサル南方に移動し、哨戒を続けた。しかし、3月21日にマカッサルとデ・ブリル・バンク間を哨戒中に空気系統の機器が故障し、冷却装置が使用不能となった。応急修理は不能と判断され、シールは南に下った。4月9日、シールは48日間の行動を終えてフリーマントルに帰投した。

### 第3、第4の哨戒 1942年5月 - 10月
5月12日、シールは3回目の哨戒で南シナ海に向かった。セレベス海とスールー海を抜け、マレー半島近海の哨戒海域に向けて進んでいった。5月28日早朝、シールは南シナ海に入り、その夜に北緯07度33分 東経116度22分 / 北緯7.550度 東経116.367度の地点で陸軍船辰福丸（辰馬汽船、1,946トン）に向けて発砲し、損傷を与えた。さらに魚雷を二度にわたって発射したが命中しなかった。辰福丸は、駆けつけた僚艦ソードフィッシュ (USS Swordfish, SS-193) の雷撃により沈没した。6月7日には北緯11度35分 東経109度18分 / 北緯11.583度 東経109.300度のカムラン湾沖で7隻からなる第409船団を攻撃したものの、護衛艦の特設砲艦唐山丸（東亜海運、2,103トン）と航空機の制圧により、7時間も深深度潜航を余儀なくされた。6月15日から17日までは時化に悩まされた。6月18日に至っては空気漏れを発見し、6月19日に哨戒海域を撤収した。シールはバラバク海峡を抜け、6月23日にマカッサル海峡を通過した。7月4日、シールは53日間の行動を終えてフリーマントルに帰投した。
8月10日、シールは4回目の哨戒でインドシナ半島方面に向かった。パラダン岬以北を哨戒し、9月3日に北緯11度25分 東経109度05分 / 北緯11.417度 東経109.083度の地点で、貨客船干珠丸（大阪商船、7,266トン）を撃破。干珠丸は沈没を防ぐため浅瀬に座礁した。しかし、それ以外は早期爆発などの魚雷の不調と艦からの油漏れ、空気漏れに悩まされ、思うように戦果を挙げることができなかった。10月2日、シールは53日間の行動を終えてフリーマントルに帰投した。

### 第5の哨戒 1942年10月 - 11月
10月24日、シールは5回目の哨戒でパラオ方面に向かった。11月15日には貨物船とタンカーを発見したものの、距離が遠すぎて攻撃は諦めた。翌16日、シールは北緯06度16分 東経135度19分 / 北緯6.267度 東経135.317度のパラオ南東海域で2隻の護衛艦を付けた5隻の輸送船団を発見し、陸軍船ぼすとん丸（石原産業海運、5,477トン）に向けて魚雷を発射した。その数秒後、シールは衝突され、激しく揺さぶられて照明が消えた。シールは76メートルの深度まで沈降していった。その間に、シールの発射した魚雷はぼすとん丸に命中し、これを撃沈した。4時間後、シールは浮上して調査してみると、潜望鏡は2本ともへし折られ、レーダーも支柱ごと破壊された。艦橋後部のシガレット・デッキには破片が散乱していた。これは日本船がシールの潜望鏡をへし折ったときに出来たものと考えられ、「日本船の塗料の良いサンプルをもたらした」と評された。シールと衝突した船の運命は定かではなかったが、衝突によって穴を開けることは可能と結論付けられた。11月17日、シールは司令部に対し、哨戒を打ち切って真珠湾に向かう旨通告した。11月30日、シールは37日間の行動を終えて真珠湾に帰投。仮修理ののちオーバーホールのためメア・アイランド海軍造船所に回航された。作業後、1943年4月2日に真珠湾に戻った。オーバーホール中に、艦長がハリー・B・ドッジ少佐（アナポリス1930年組）に代わった。
シールのこの哨戒では一つの発見があった。従来、パラオ近辺で哨戒する潜水艦は環礁南東のマラカラル水道付近に配置されていたが、なかなか戦果を挙げられないでいた。シールはシーウルフ (USS Seawolf, SS-197) とともに別の水道に配置されて艦船の出入り状況を調査した。その結果、日本側は北北西部のトーゲル・ムルンギ水道（パラオ西水道）を主に使用していることが分かった。以降、パラオに出入りする艦船を哨戒する潜水艦は、トーゲル・ムルンギ水道方面に配置されることになった。

### 第6、第7の哨戒 1943年4月 - 7月
4月14日、シールは6回目の哨戒でパラオ方面に向かった。4月18日にミッドウェー島に寄港ののち、5月1日までにはパラオ近海の哨戒海域に到着した。5月2日、シールはパラオ西方で貨物船を発見し雷撃したが失敗し、逆に航空機の制圧を受けた。2日後の5月4日、シールは北緯06度50分 東経134度30分 / 北緯6.833度 東経134.500度のアンガウル島近海でラバウルからパラオに向かう輸送船団を発見し、特設給油船さんくれめんて丸（三菱商事、7,354トン）を撃沈した。しかし、それ以外には獲物には恵まれなかった。6月3日、シールは50日間の行動を終えてミッドウェー島に帰投。2週間かけて次期哨戒のための改修と訓練を行った。
6月24日、シールは7回目の哨戒で日本近海に向かった。7月2日、シールは魹ヶ崎近海の哨戒海域に到着。3日後の7月5日には3隻の貨物船を発見して魚雷を発射するも命中しなかった。7月8日、シールは輸送船団を発見し、魚雷を3本発射した。しかしこの時、シールはまたもや油漏れを発生させていた。上空警戒の零式水上観測機はシールから流れ出る油紋を発見し、船団護衛中の第1号掃海艇や特設掃海艇第一鶚丸（日本海洋漁業、265トン）、水雷艇千鳥などが駆けつけて爆雷攻撃を行った。シールは油漏れの箇所が分からないまま水中を逃げ回り、水上艦艇と水上機は動く油紋目がけて爆雷や対潜爆弾を投下。10時間もの間に投じられた爆雷と爆弾の数は72発にも及んだ。シールは撃沈こそ免れたが、油漏れはなおも止まらず、哨戒を打ち切ることとなった。7月24日、シールは30日間の行動を終えて真珠湾に帰投。修理を受けた。

### 第8、第9、第10の哨戒 1943年8月 - 1944年3月
8月15日、シールは8回目の哨戒で千島列島方面に向かった。8月27日にシールは南千島海域に入った。8月31日朝、シールは潜航の際に司令塔のハッチの留め金をかけるのを忘れ、入り込んだ海水がポンプルームを水浸しにし、電気系統を破壊した。シールは修理のため東に向かい、空気圧縮機を仮復旧させてなんとか魚雷を発射できる態勢にした。9月8日に哨戒海域に戻ったシールは、オホーツク海を横断するように哨戒。9月17日、シールは2隻の貨物船を発見し魚雷を発射したが、命中しなかった。9月25日、シールは哨戒海域を撤収した。10月4日、シールは50日間の行動を終えて真珠湾に帰投した。
11月7日、シールは9回目の哨戒でマーシャル諸島方面に向かった。ジョンストン島で補給を行い、12月15日までクェゼリン環礁を始めとするマーシャルの各環礁の写真偵察を行った。12月19日、シールは42日間の行動を終えてミッドウェー島に帰投した。
1944年1月17日、シールは10回目の哨戒でトラック諸島方面に向かった。この哨戒では2月17日のトラック島空襲に対する救助配備任務に就き、2月22日にはポンペイ島の偵察を行った。3月6日、シールは50日間の行動を終えて真珠湾に帰投。2度目のオーバーホールのためメア・アイランド海軍造船所に回航された。また、艦長がジョン・H・ターナー少佐（アナポリス1936年組）に代わった。

### 第11、第12の哨戒 1944年8月 - 11月
8月8日、シールは11回目の哨戒で千島列島方面に向かった。14時間から15時間は日が出ているこの時期、シールは室蘭、松輪島、幌筵島を結ぶ海域を哨戒した。8月24日、シールは襟裳岬沖で貨物船東征丸（金森商船、531トン）を撃沈。9月5日には1隻の護衛艦を付けた貨物船を発見し、6時間に及ぶ追跡の末魚雷を4本発射したが命中しなかった。9月8日夜、シールは北緯47度26分 東経148度24分 / 北緯47.433度 東経148.400度の地点で6隻の輸送船団を発見した。20時45分、シールは魚雷4本を発射。魚雷は護衛の駆逐艦波風に命中し、波風を航行不能に陥らせた。日付が変わって9日、シールは北緯47度03分 東経148度18分 / 北緯47.050度 東経148.300度の地点で再び輸送船団に向けて魚雷を発射。陸軍船昭南丸（神戸桟橋、5,859トン）に2本が命中しこれを撃沈した。2番目の輸送船がシールの方に向かってきたので、シールは避退。夜が明けて対潜哨戒機が飛来し、シールは17時まで深深度潜航でじっとしていた。この攻撃で昭南丸撃沈、波風撃破の他に数隻の輸送船に打撃を与えたと判断された。20時26分、シールは針路をミッドウェー島に向けた。9月17日、シールは41日間の行動を終えてミッドウェー島に帰投した。
10月10日、シールは12回目の哨戒で千島列島方面に向かった。10月25日朝、シールは北緯50度18分 東経150度50分 / 北緯50.300度 東経150.833度の得撫島北方海域で、幌筵島から小樽に向かうヲ303船団を発見。船団中最も大型の砕氷船白陽丸（大阪商船、5,742トン）に向けて魚雷を発射。白陽丸に2本が命中し、大爆発を起こして沈没した。3週間後、シールは択捉島近海で貨物船を攻撃し、この目標は撃沈したと判断された。哨戒期間の最後は樺太沖で行動した。11月29日、シールは50日間の行動を終えて真珠湾に帰投。これがシールの最後の哨戒となった。

### 訓練艦・戦後
シールは修理後、1945年6月1日までハワイ海域での訓練任務に従事する。6月中に真珠湾を出港してにニューロンドンに帰還し、第二次世界大戦の終わりまで引き続き訓練任務に従事した。戦争が終わると不活性化を命じられる。11月初めにマサチューセッツ州ボストンに移動し、11月15日に退役して予備役艦隊で保管された。1947年6月19日、再就役しボストンでの海軍予備役兵の訓練艦任務に就く。1949年3月にニューハンプシャー州ポーツマスに移動し訓練任務を継続、1956年5月1日に除籍された。その6日後、シールは廃棄のためにポーツマス海軍造船所を出渠した。
シールは第二次世界大戦の戦功で10個の従軍星章を受章した。